# Chinon (gemeente)
Chinon is een gemeente in het Franse departement Indre-et-Loire (regio Centre-Val de Loire). De plaats is de onderprefectuur van het arrondissement Chinon. Chinon telde 8.121 inwoners op 1 januari 2022.

## Geschiedenis

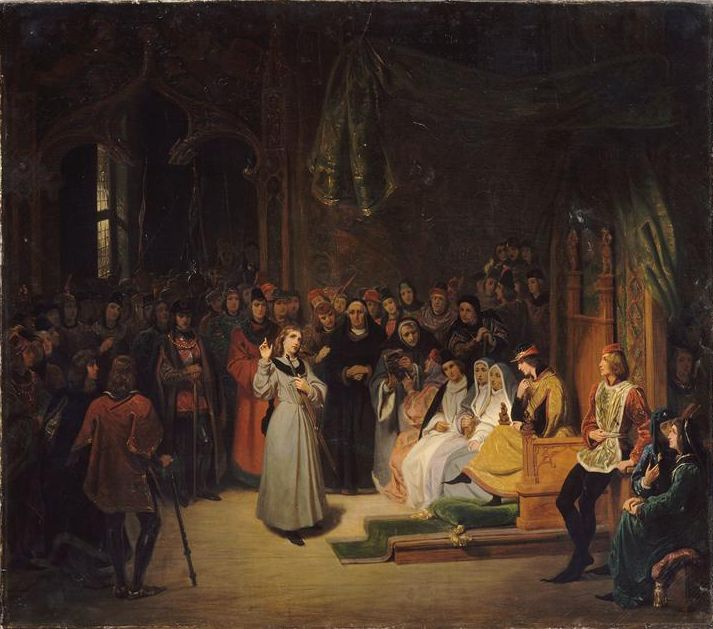
Jeanne d'Arc en Karel VII ontmoeten elkaar in Chinon
(negentiende eeuw), Dominique Papety, Kasteel van Versailles

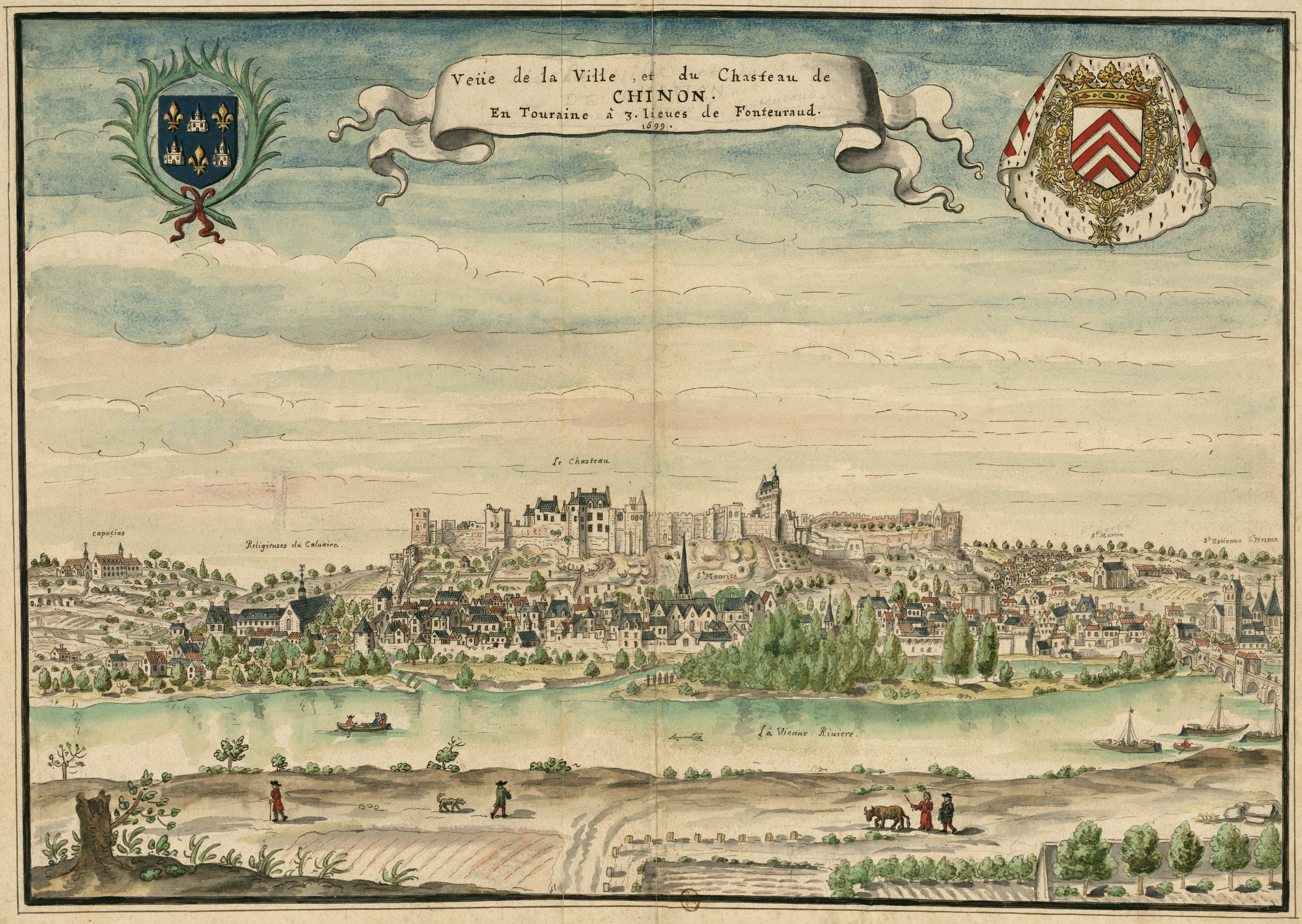
Chinon in 1699

De plaats is ontstaan op een kalkstenen plateau dat uitsteekt boven de Vienne. Deze gemakkelijk te verdedigen plaats was al versterkt in de Gallo-Romeinse periode. Later werd op deze plaats een feodale burcht gebouwd. Chinon kende een eerste bloeitijd in de twaalfde eeuw onder de Plantagenets. Een tweede bloeitijd volgde in de vijftiende eeuw. Het kasteel van Chinon was vanaf 1427 de zetel van de hofhouding van Karel VII van Frankrijk, de "koning van Bourges" die hier in februari 1429 het bezoek kreeg van Jeanne d'Arc. Chinon had een bloeiende rivierhaven.
In de negentiende eeuw transformeerde de gemeente. Er werden kaaien aan de rivier gebouwd en er kwamen nieuwe publieke gebouwen. In 1875 opende het spoorwegstation. Dit betekende het definitieve einde voor de rivierhaven van Chinon. De stad ontwikkelde zich verder naar het oosten, rond het station. In 1958 werd de eerste Franse kerncentrale gebouwd bij Chinon. De bevolking groeide en er kwamen nieuwe wijken, vooral ten noorden van het oude centrum. Tot de gemeente behoort sinds 1792 het gehucht Parilly.

## Geografie
De oppervlakte van Chinon bedroeg op 1 januari 2022 39,02 vierkante kilometer; de bevolkingsdichtheid was toen 208,1 inwoners per km².
De Vienne stroomt door de gemeente. In het noordoosten van de gemeente begint het forêt domaniale de Chinon, een bosgebied van 5500 ha.

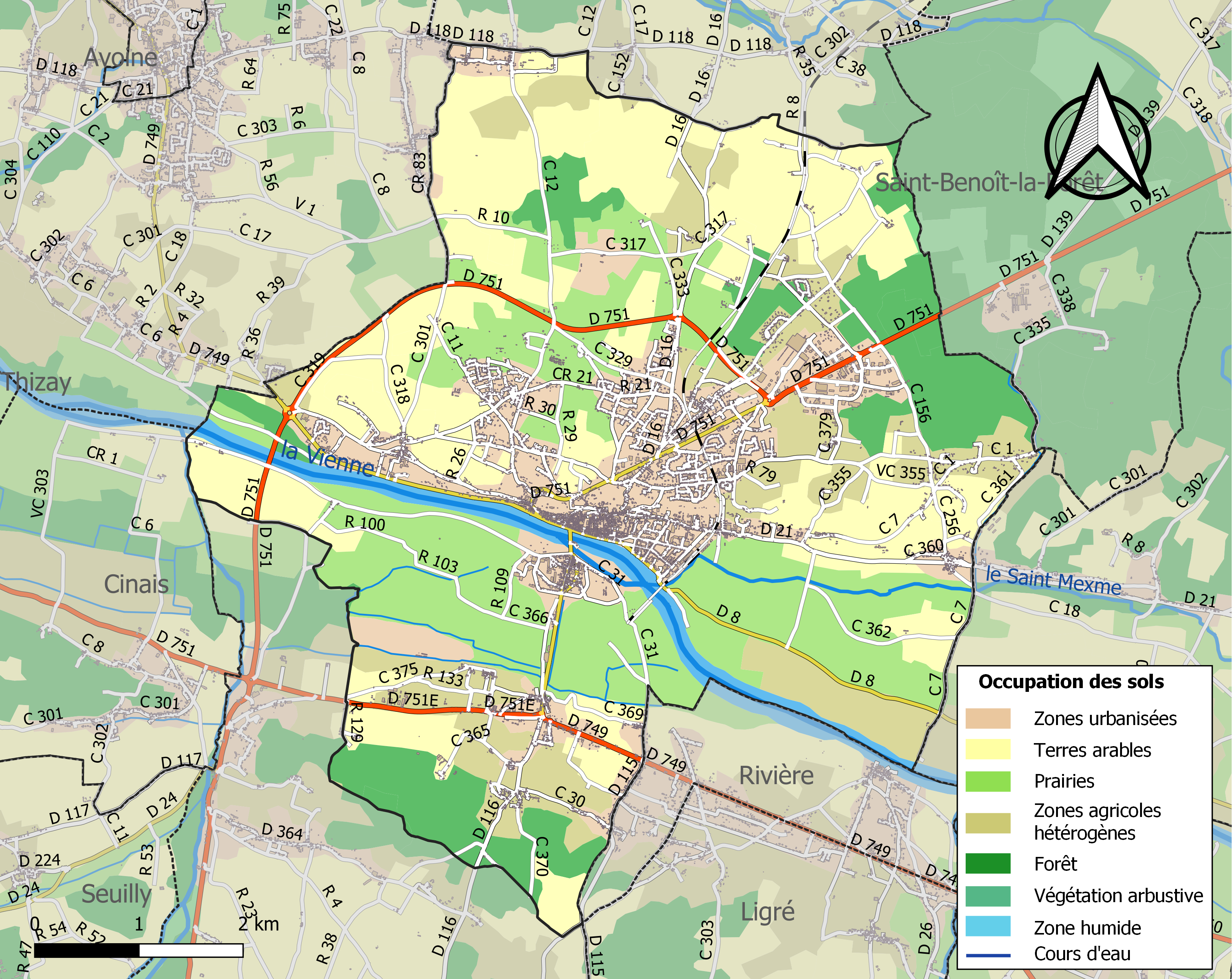
Kaart van de gemeente met de belangrijkste infrastructuur, bodemgebruik en omliggende gemeenten

## Demografie
Onderstaande figuur toont het verloop van het inwonertal (bron: INSEE-tellingen).

## Bezienswaardigheden

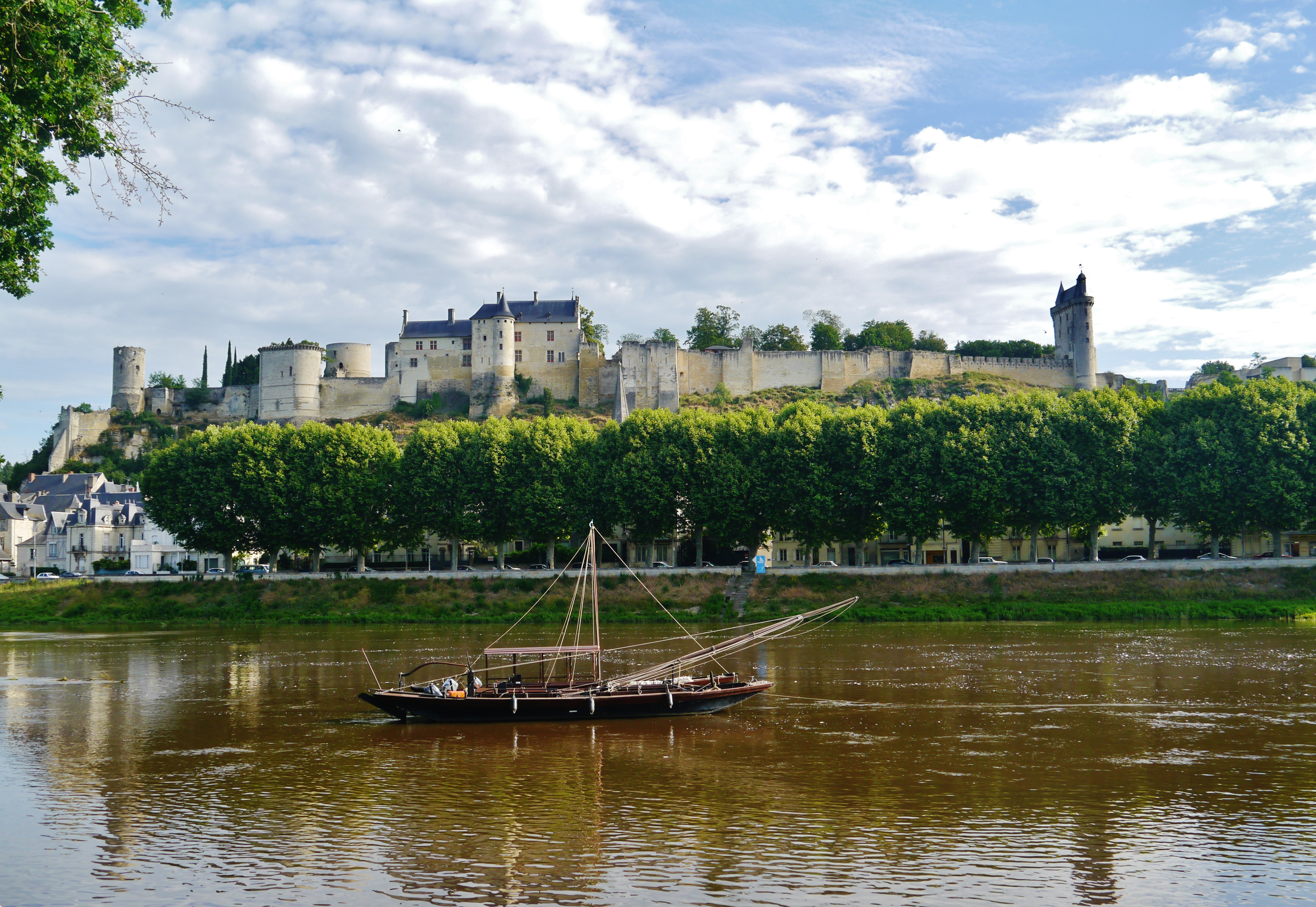
Het kasteel van Chinon

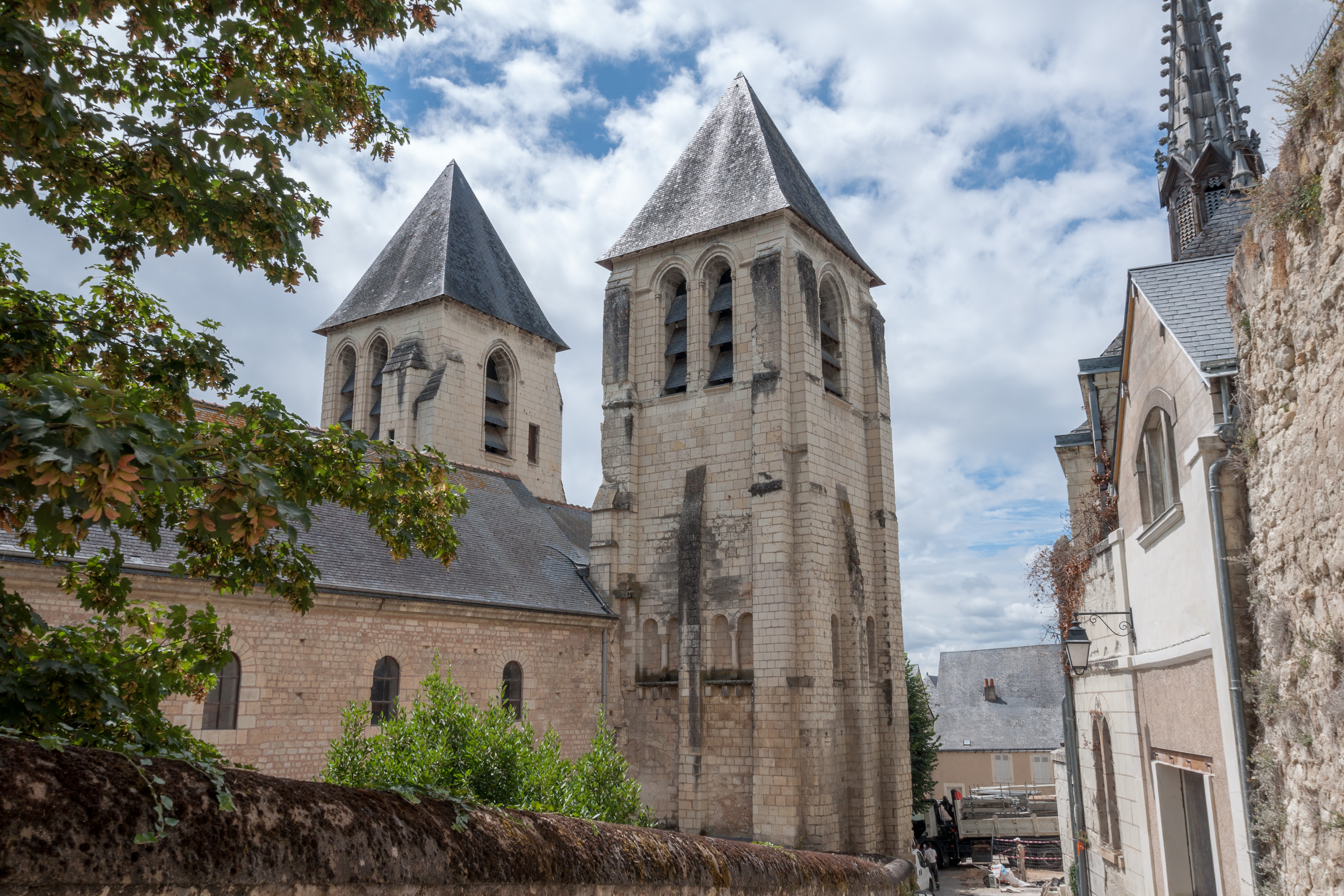
De kapittelkerk van Saint-Mexme

Het kasteel van Chinon en de kapittelkerk van Saint-Mexme kwamen in 1840 op de eerste lijst van historische monumenten in Frankrijk. Een deel van het historisch centrum met zijn vakwerkhuizen en rijke burgerpaleizen (hôtels particuliers) werd later als geheel beschermd.
Le Carroi, musée d'art et d'histoire is een historisch en kunstmuseum met enkele topstukken zoals de Chape Saint-Mexme, een elfde-eeuws stuk textiel, en een portret van François Rabelais van de hand van Eugène Delacroix.
Bezienswaardigheden zijn:
- Kasteel van Chinon (tiende tot de vijftiende eeuw)
- Saint-Mexmekerk (elfde en twaalfde eeuw) met het kapittelkwartier waar de kanunniken huisden
- Hôtels particuliers
  - Maîtrise des Eaux et Forêts (zestiende eeuw)
  - Hôtel Bodard de la Jacopière (zestiende eeuw)
  - Hôtel Poirier de Beauvais (zestiende eeuw)
  - Hôtel du Gouverneur (zeventiende en achttiende eeuw)
  - Hôtel Torterue de Langardière (zeventiende en achttiende eeuw)
- Sint-Radegundiskapel met een twaalfde-eeuws fresco van een jachttafereel
- Sainte-Étiennekerk, vijftiende-eeuwse gotische kerk
- Saint-Mauricekerk (twaalfde tot de zestiende eeuw)

## Verkeer en vervoer
Chinon is bereikbaar per spoor en heeft een eindstation.

## Sport
Chinon was één keer etappeplaats in wielerkoers Ronde van Frankrijk. Op 13 juli 2025 startte er de door de Belg Tim Merlier gewonnen rit naar Châteauroux.